# Попов, Александр Владимирович (биатлонист)
Алекса́ндр Влади́мирович Попо́в (22 февраля 1965, Тобольск) — советский и белорусский биатлонист, олимпийский чемпион, 4-кратный чемпион мира.

## Биография
Выступал за «Динамо» (Свердловск), с 1989 — за Минск (Беларусь).
Олимпийский чемпион 1988 года в эстафете 4×7,5 км, серебряный призёр Олимпиады 1992 года в эстафете 4×7,5 км. Четырёхкратный чемпион мира в командной гонке. Серебряный призёр Кубка мира (1989) в общем зачете. Чемпион Европы 1995 года в эстафете.
Чемпион СССР 1985 в гонке на 10 км, 1987 в гонке патрулей на 25 км, 1986, 1988 в эстафете. Победитель зимней Спартакиады народов СССР 1986.
Окончил Свердловское техническое пожарно-техническое училище МВД СССР (1985), Тобольский государственный педагогический институт имени Д. И. Менделеева (1994).
В 1998—1999 — главный тренер молодёжной сборной Беларуси по биатлону. В 1999—2007 — главный тренер национальной сборной Беларуси по биатлону. В 2007—2010 — главный тренер мужской сборной Беларуси по биатлону. С 2010 — старший тренер мужской сборной Беларуси по лыжным гонкам.
Знаменосец олимпийской команды Беларуси на церемонии открытия Олимпийских игр 2006 года в Турине.

## Награды и звания
- Заслуженный мастер спорта СССР (1988).
- Заслуженный мастер спорта Республики Беларусь (1994).
- Заслуженный тренер Республики Беларусь (2010).
- Кавалер ордена «Знак Почёта».
- Медаль «За трудовые заслуги».